# Heteropoda novaguineensis
Heteropoda novaguineensis là một loài nhện trong họ Sparassidae.
Loài này thuộc chi Heteropoda. Heteropoda novaguineensis được Embrik Strand miêu tả năm 1911.